# Alicia Ferguson
Alicia Ann "Eesh" Ferguson (31 de outubro de 1981) é uma ex-futebolista profissional australiana que atuava como atacante.

## Carreira
Alicia Ferguson representou a Seleção Australiana de Futebol Feminino, nas Olimpíadas de 2000. 